# História dos ambientes virtuais de aprendizagem
Um ambiente virtual de aprendizagem, também conhecido como AVA, é um sistema que cria um ambiente destinado a facilitar a gestão de recursos educacionais por professores, e disponibilizar estar informações de modo sistemático para os alunos. Normalmente é fortemente associado ao ensino a distância. Na América do Norte, um ambiente de aprendizagem virtual é frequentemente referido como um "sistema de gerenciamento de aprendizagem" (LMS).

## Terminologia
A terminologia para sistemas que integram e gerenciam a aprendizagem baseada em computador vem mudando ao longo dos anos. Alguns dos termos que já foram utilizados e/ou ainda são utilizados para se referir aos AVAs são::
- "Instrução Assistida por Computador" (CAI)
- " Treinamento Baseado em Computador " (CBT)
- "Instrução Gerenciada por Computador" (CMI)
- "Sistema de Gestão de Curso" (CMS)
- "Sistemas Integrados de Aprendizagem" (ILS)
- "Instrução Multimídia Interativa" (IMI)
- "Sistema de Gestão de Aprendizagem" (LMS)
- " Curso online aberto massivo " (MOOC)
- "Treinamento On Demand" (ODT)
- "Aprendizagem Baseada em Tecnologia" (TBL)
- "Aprendizagem aprimorada por tecnologia" (TEL)
- "Treinamento baseado na web" (WBT)
- "Psicologia da mídia"

## Antes de 1940

Máquina de teste Pressey (exterior)

Máquina de teste Pressey (interior)

- 20 de março de 1728: Boston Gazette contém um anúncio de Caleb Phillipps, "Professor do Novo Método de Short Hand", informando que quaisquer "pessoas no país que desejam aprender esta arte, podem ter as várias lições enviadas semanalmente a eles, sendo tão perfeitamente instruídos quanto aqueles que vivem em Boston."[1]
- 1840: Isaac Pitman começa a ensinar taquigrafia, usando o Penny Post da Grã-Bretanha .
- 1874: A educação à distância patrocinada institucionalmente começou nos Estados Unidos em 1874 na Universidade Wesleyan de Illinois .
- 1890: International Correspondence Schools (ICS) é lançado pelo jornalista Thomas J. Foster em Scranton, Pensilvânia e se torna a maior escola de estudo em casa do mundo.
- 1883: A Correspondence University of Ithaca, New York (uma escola por correspondência) foi fundada em 1883.
- 1892: O termo “educação à distância” foi usado pela primeira vez em um catálogo da Universidade de Wisconsin-Madison para o ano letivo de 1892.[2]
- 1906–1907: A University of Wisconsin – Extension[3] foi fundada, a primeira verdadeira instituição de ensino à distância.[4]
- 1909: The Machine Stops um conto de EM Forster, que descreve uma rede de comunicação audiovisual sendo usada para fazer uma palestra sobre música australiana para um público remoto.[5]
- Década de 1920: Sidney Pressey, professor de psicologia educacional na Ohio State University, desenvolve a primeira "máquina de ensino".[6] Este dispositivo oferece exercícios de treino e prática e questões de múltipla escolha.
- 1929: ME LaZerte, Diretor da Escola de Educação da Universidade de Alberta, desenvolveu um conjunto de dispositivos instrucionais para ensino e aprendizagem. Por exemplo, ele "desenvolveu vários dispositivos e métodos para minimizar o envolvimento do instrutor / testador, de modo a aumentar a probabilidade de coleta de dados de maneira consistente". Um dispositivo mecânico que ele desenvolveu foi o "cilindro do problema", que poderia apresentar um problema a um aluno e verificar se os passos para uma solução dada pelo aluno estavam corretos.[7]

## Década de 1940
1945
- Vannevar Bush descreve um dispositivo semelhante a hipertexto chamado " memex " em seu artigo As we can think[8] em The Atlantic .

1948
- Norbert Wiener escreve sobre comunicações homem-máquina em seu livro histórico "Cibernética ou Controle e Comunicação no Animal e na Máquina" (MIT Press, 1948).

## Década de 1950

### 1953
- A Universidade de Houston oferece as primeiras aulas de crédito universitário televisionadas via KUHT, a primeira estação de televisão pública dos Estados Unidos. As transmissões ao vivo duravam de 13 a 15 horas por semana, perfazendo cerca de 38% da programação do programa. A maioria dos cursos foi ao ar à noite para que os alunos que trabalharam durante o dia pudessem assisti-los. Em meados da década de 1960, com cerca de um terço da programação da estação dedicada à educação, mais de 100.000 horas semestrais haviam sido ministradas no KUHT.[9]

### 1953–1956
- BF Skinner desenvolve "instrução programada" [BF Skinner Foundation - Better Behavioral Science for a More Humane World] e uma "máquina de ensino" atualizada.[10]

### 1956
- Gordon Pask e Robin McKinnon-Wood desenvolveram SAKI, o primeiro sistema de ensino adaptativo a entrar em produção comercial. O SAKI ensinava habilidades de teclado e otimizava a taxa de aprendizado de um operador de teclado em treinamento, tornando o nível de dificuldade das tarefas dependente do desempenho do aluno. À medida que o desempenho do aluno melhorava, a taxa de ensino aumentava e o suporte instrucional era adiado.[11]

### 1956–1958
- Harvey White, um professor de física da UC Berkeley, produziu 163 aulas de física do ensino médio na estação WQED da PBS de Pittsburgh que foram transmitidas para escolas públicas na área. Cada aula de 30 minutos também foi filmada e posteriormente distribuída para dezenas de estações educacionais / públicas de televisão. No ano acadêmico de 1957–1958, o curso de física televisiva de White foi usado em milhares de salas de aula de escolas públicas em todo o país, nas quais mais de 100.000 alunos estavam matriculados. Este curso já evidenciou duas características importantes da educação a distância que se transportam para o ensino online contemporâneo: enormes economias de escala e maior produtividade do trabalho do professor / tutor / facilitador em sala de aula.[12]

### 1957
- Frank Rosenblatt inventou o " perceptron " em 1957 no Laboratório Aeronáutico Cornell em uma tentativa de entender a memória humana, o aprendizado e os processos cognitivos.[13] Este foi o início do aprendizado de máquina .

### 1958
- Charles Bourne e Douglas Engelbart publicam um artigo na revista DATAMATION que descreve os requisitos e uma proposta para um Serviço Nacional de Informação Técnica para os EUA.[14]

### 1959
- Rath, Anderson e Brainerd relataram um projeto usando um IBM 650 para ensinar aritmética binária aos alunos.[15]
- A Universidade de Chicago produz pela primeira vez o Sunrise Semester, uma série de cursos ministrados via transmissão de televisão.[16]

## Década de 1960

### 1960
- Sistema PLATO (Lógica Programada para Operações de Ensino Automatizadas) desenvolvido na Universidade de Illinois em Urbana – Champaign em um projeto liderado pelo Dr. Donald Bitzer. Alguns direitos da PLATO, incluindo a marca registrada, são agora propriedade da Edmentum (anteriormente PLATO Learning), que oferece conteúdo de curso gerenciado pela Internet . O sistema PLATO apresentava várias funções, incluindo alunos, que podiam estudar as lições atribuídas e se comunicar com os professores por meio de anotações on-line, instrutores, que podiam examinar os dados de progresso dos alunos, bem como se comunicar e ter aulas eles próprios, e autores, que podiam fazer tudo das opções acima, além de criar novas aulas. Havia também um quarto tipo de usuário, denominado múltiplo, que era usado para demonstrações do sistema PLATO.[17]
- Projeto Xanadu, a primeira tentativa conhecida de implementação de um sistema de hipertexto, fundado por Ted Nelson .
- A Teaching Machines Inc, um grupo de psicólogos, produziu uma série de textos de aprendizagem programados. Os textos foram baseados no trabalho de BF Skinner, dividindo tarefas complicadas em uma atividade de um passo de cada vez (objetivos de aprendizagem terminais). Grolier e TMI comercializaram Min-Max (uma máquina de ensino) com programas de máquina e livros de texto programados.[18]

### 1962
- Douglas Engelbart publica seu trabalho seminal, "Augmenting Human Intellect: a conceptual framework".[19] Neste artigo, ele propõe o uso de computadores para aumentar o treinamento. Com seus colegas do Stanford Research Institute, Engelbart começou a desenvolver um sistema de computador para aumentar as habilidades humanas, incluindo o aprendizado. O sistema era simplesmente chamado de oNLine System (NLS) e foi lançado em 1968.
- O conceito inicial de uma rede global de informação deve ser dado a JCR Licklider em sua série de memorandos intitulada "On-Line Man Computer Communication", escrita em agosto de 1962. No entanto, o desenvolvimento real da Internet deve ser dado a Lawrence G. Roberts do MIT.[20]

### 1963
- Ivan Sutherland desenvolve o Sketchpad, a primeira interface gráfica do usuário para um computador, e publica uma descrição dela em sua dissertação de doutorado no MIT.[21]
- O primeiro computador para instrução é instalado no Orange Coast College, Califórnia.
- Um capítulo do Daily Express Science Annual, intitulado Teaching Machines and Programmed Learning, descreve máquinas de ensino interativas e mostra fotos de vários sistemas, incluindo The Grundy Tutor,[22] The Auto Tutor e o Empirical Tutor .[23] Esses dispositivos eletrônicos apresentam frames de informações seguidos de perguntas, e se ramificam para outros frames dependendo do botão pressionado pelo aluno. O artigo afirma que o Auto Tutor foi projetado por Norman Crowder, um psicólogo americano. Descreve assim uma máquina britânica, o Tutor Empírico: "Além do programa impresso pode utilizar sequências de filmes, projetores de slides, gravadores ou mesmo aparelhos reais, que o aluno pode utilizar para o ajudar a decidir como responder à questão em a moldura". O artigo também se refere a um sistema de ensino de línguas desenvolvido pelo Professor Rand Morton, da Michigan University. Uma história de ficção científica no mesmo Annual, de Brian Aldiss, prevê aprendizagem móvel, computação vestível, interfaces cérebro-computador, o desenvolvimento da computação pessoal na década de 1970 e preocupação com o aquecimento global.[24][25]
- Douglas Engelbart inventa o mouse do computador e um protótipo é construído por Bill English .[26] Engelbart obteve uma patente em 1970 para uma versão melhorada do mouse.[27]

### 1964
- É produzido o primeiro sistema de autoria para desenvolver aulas e cursos em um sistema de computador. CATO, ("Compiler for Automatic Teaching Operations") no sistema PLATO permitiu o desenvolvimento de várias formas de "lógica de ensino" para campos que vão desde a matemática às ciências comportamentais.[28]
- O Laboratório de Instrução Assistida por Computador é estabelecido na Pennsylvania State University, College of Education.[29]
- O distrito escolar da área de Altoona, na Pensilvânia, começou a usar computadores para instruir os alunos.

### 1965
- Um estudo de cinco anos sobre o impacto do sistema PLATO é publicado.[28] Aqui estão alguns destaques: "Os resultados de estudos exploratórios de filas mostram que o sistema pode ensinar até mil alunos simultaneamente, enquanto ainda permite que cada aluno prossiga com o material de forma independente." O sistema PLATO tinha duas maneiras diferentes de ensinar - "lógica tutorial" onde o sistema apresentava fatos e exemplos, e então fazia perguntas sobre os materiais apresentados, e "lógica investigativa" onde o aluno podia solicitar e organizar informações apropriadas do computador. A apresentação dos materiais ("seletor de slides") foi denominada livro eletrônico . O armazenamento de informações no sistema era denominado quadro-negro eletrônico . PLATO tinha um sistema de ajuda sofisticado, pelo qual diferentes tipos de respostas erradas resultavam no envio ao aluno de sequências de ajuda diferentes. Um verificador ortográfico rudimentar foi incluído no sistema. Uma página de comentários permitia ao aluno comentar sobre as aulas a qualquer momento. Uma página do instrutor permitiu que o instrutor se comunicasse com o aluno. Um "caderno de exercícios perfeito" registrava as respostas dos alunos às perguntas, bem como mantinha um registro de cada botão que o aluno pressionou e da hora em que o pressionou. Esses registros foram armazenados em fita magnética para posterior análise estatística .
- A IBM, por meio de sua subsidiária Science Research Associates, Inc., apresenta o COURSEWRITER[30] para o IBM 1500,[31] um sistema CAI interativo online na década de 1960. O sistema incluiu recursos de gerenciamento de curso e funções para os usuários, como instrutor, gerente e aluno, e permitiu a intercomunicação entre eles. A Universidade de Stanford participou da pesquisa e desenvolvimento anteriores ao lançamento do IBM 1500.
- Ted Nelson usa os termos " hipertexto " e " hipermídia " em seu artigo Processamento de informações complexas: uma estrutura de arquivo para o complexo, o mutável e o indeterminado.[32]
- A pesquisa no campo da instrução assistida por computador começou na França, nas universidades de Paris, Grenoble e Toulouse.[33]
- O Departamento de Educação Industrial e Profissional da Universidade de Alberta comprou um "computador de treinamento transistorizado Fabritek" para ensinar alunos em cursos de eletrônica.[7]

### 1967
- A Divisão de Serviços de Pesquisa Educacional foi formada na Universidade de Alberta, e esta unidade adquiriu imediatamente uma máquina de pontuação para exames ópticos eletrônicos e uma máquina de escrever de fita magnética IBM. Ele compartilhava um computador IBM 360/67 com o resto da universidade e o usava principalmente para análises estatísticas.[7]
- A linguagem de autoria CAN (Nome Completamente Arbitrário) é desenvolvida pela equipe do Ontario Institute for Studies in Education (OISE). "O objetivo inicial do projeto era fornecer uma linguagem de autoria de aulas que pudesse ser usada por instrutores de sala de aula com conhecimento limitado de computação."[34]
- A primeira aplicação CAI foi escrita em APL para a Faculdade de Educação da Universidade de Alberta . Consistia em um programa de exercícios aritméticos que "ajustava automaticamente seu nível de dificuldade em função da taxa de sucesso do aluno".

### 1968
- Telesecundaria, um sistema baseado em TV via satélite para alunos do ensino médio em áreas rurais, foi criado pelo governo mexicano. Inicialmente, mais de 6.500 alunos foram atendidos em 304 salas de aula, cada uma equipada com antena parabólica e TV em preto e branco. O sistema ainda está em uso, mas agora atinge mais de um milhão de alunos em 16.000 instalações rurais no México e em vários países da América Central.
- Um sistema IBM 1500 foi instalado na Universidade de Alberta, onde os cursos on-line incluíram treinamento em cardiologia para a faculdade de medicina da universidade. Este sistema foi finalmente retirado de serviço em 10 de abril de 1980, após doze anos de operação. Mais de 20.000 pessoas usaram o sistema nesse intervalo, e a programação estava disponível para 17 cursos universitários. O sistema operacional instrucional do IBM 1500 tinha um sistema de registro, bookmarking, autoria e relatórios de progresso integrados.[7]
- Alan Kay, um estudante de graduação da Universidade de UTAH, propõe a linguagem FLEX. A máquina FLEX, um computador que executa a linguagem FLEX, é a primeira tentativa de desenvolver um computador pessoal baseado em programação orientada a objetos .[35]
- Douglas Engelbart e 17 de seus colegas demonstram o novo oNLine System (NLS) na Fall Joint Computer Conference realizada no Centro de Convenções em San Francisco.[36]
- As Corporações MITER começam a desenvolver seu sistema de televisão de informação compartilhada, interativo e controlado por computador ( TICCIT ). É descrito como um sistema de instrução baseado em computador que é "educação de baixo custo, alta qualidade e completamente individualizada ".[37]

### 1969
- O Departamento de Defesa dos EUA comissiona a ARPANET (e, portanto, a Internet como a conhecemos).[38]
- A Stanford University transmite 12 cursos de engenharia de Stanford em dois canais por meio da Stanford Instructional Television Network (SITN).[39]
- O primeiro Comitê Associado de Tecnologia Instrucional é formado no Conselho Nacional de Pesquisa do Canadá.[40]
- Karl L. Zinn publicou um relatório intitulado "Estudo comparativo de linguagens para programação do uso interativo de computadores na instrução" - EDUCOM Research Memorandum RM-1469.[41]
- R. Allen Avner e Paul Tenczar publicam um manual para TUTOR, a linguagem de autoria do sistema PLATO .[42]
- O Projeto de Rede de Informação de Linguagem e Sistema de Compensação (LINCS) do Centro de Linguística da National Science Foundation em Washington, DC foi desenvolvido como um sistema de gerenciamento de informação computadorizado para facilitar a transferência de informação científica dentro da comunidade científica da linguagem.[43]
- Início de um projeto de sete anos denominado Project Solo ou Soloworks em Pittsburgh, EUA. O grupo distribuiu 33 boletins informativos ao longo do projeto. Este é um dos primeiros exemplos de uso individualizado e controlado de computadores na educação. A ideia de ir "solo" era que o aluno se encarregasse de seu próprio aprendizado. No entanto, as limitações da abordagem também foram reconhecidas, e o grupo acabou propondo um modelo de "Comunidade de Aprendizagem" em 1976.[44]
- A Merit Computer Network interconecta os computadores mainframe em três grandes universidades - University of Michigan, Michigan State University e Wayne State University. A Rede Mérito facilitou o uso instrucional de recursos de computação entre as três instituições.[45][46]

## Década de 1970

### 1970
- O Havering Computer Managed Learning System foi desenvolvido em Londres, Inglaterra. Em 1980, ele havia sido usado por mais de 10.000 alunos e 100 professores em aplicações que incluíam tecnologia da ciência, matemática corretiva, orientação profissional e treinamento industrial.[47]
- Flanagan relata o Plano do Projeto, onde os computadores foram usados para o gerenciamento da aprendizagem, por meio de um modelo centrado no aluno que integrou informações sobre as realizações anteriores, interesses, etc. dos alunos para desenvolver um plano de estudo individualizado que serviu para guiar o aluno através de uma série de Unidades de aprendizagem. Isso foi implementado por meio de um computador de médio porte e terminais nas escolas.[48]
- A Califórnia financiou um projeto de dois anos para determinar as necessidades potenciais de educação à distância no futuro.[49]
- Computadores usados pela primeira vez em escolas primárias em Saskatoon, Saskatchewan, Canadá .[50]
- A National Science Foundation (NSF) financiou três projetos iniciais para o estudo de "Processamento de Linguagem Natural". Esses projetos incluíram a Universidade da Califórnia, Irvine Physics Computer Development Project, liderado por Alfred Bork e o Research Assistant, Richard L. Ballard. O Projeto Mitre Ticcit conduzido na Universidade do Texas, mais tarde transferido para a Universidade Brigham Young em Provo, Utah, e seu projeto irmão chamado Projeto PLATO, foi conduzido na Universidade de Illinois, Champaign. Mais de 140 programas de diálogo em linguagem natural foram criados entre 1970 e 1978. O Projeto de Desenvolvimento de Computadores de Física da UCI conduziu aproximadamente 55 programas educacionais e liderou o desenvolvimento em todo o sistema da UC. Os projetos iniciais foram conduzidos no Teletype modelo 33, máquina perfuradora de fita de papel que operava a uma taxa de 110 baud.[51]

### 1971
- A MITER Corporation inicia uma demonstração de um ano do sistema TICCIT entre os assinantes de televisão a cabo em Reston, Virgínia. Os serviços de televisão interativa incluíram demonstrações informativas e educacionais usando um telefone multifreqüencial. A National Science Foundation reembolsa o projeto PLATO e financia a proposta do MITRE de modificar sua tecnologia TICCIT como um sistema de instrução assistida por computador (CAI) para apoiar o inglês e álgebra em faculdades comunitárias. A MITER subcontrata tarefas de design instrucional e criação de material didático para a Universidade do Texas em Austin e a Universidade Brigham Young .
- O Projeto EXTEND foi estabelecido em Michigan como um "pequeno serviço de consultoria de faculdade para computação instrucional".[52] Ele ofereceu suporte de programação e desenvolvimento do corpo docente para os professores universitários que queriam se envolver com o ensino baseado em computador.[53]
- Universidade de Delaware forma o Projeto DELTA (Abordagem Total de Delaware para a Educação). O projeto fornece instrução auxiliada por computador para alunos do ensino médio em Delaware, utilizando material instrucional fornecido a partir de um DEC PDP-11/70 central.[54]
- Ivan Illich descreve as "teias de aprendizagem" baseadas em computador em seu livro Deschooling Society .[55] Entre as características de seu sistema proposto estão
  - Serviços de Referência a Objetos Educacionais - que facilitam o acesso a coisas ou processos usados para a aprendizagem formal.
  - Intercâmbios de habilidades - que permitem às pessoas listar suas habilidades, as condições sob as quais estão dispostas a servir de modelo para outras pessoas que desejam aprender essas habilidades e os endereços em que podem ser encontradas.
  - Peer-Matching - uma rede de comunicação que permite às pessoas descrever a atividade de aprendizagem na qual desejam se envolver, na esperança de encontrar um parceiro para a investigação.
  - Serviços de referência para educadores gerais - que podem ser listados em um diretório com os endereços e autodescrições de profissionais, paraprofissionais e autônomos, juntamente com as condições de acesso aos seus serviços.

### 1973
- O Programa de Desenvolvimento Nacional em Aprendizagem Assistida por Computador foi estabelecido no Reino Unido em janeiro de 1973.[56]
- Um relatório escrito para a Universidade de Michigan descreveu os usos educacionais dos computadores na universidade. Isso incluía "exercícios, prática de habilidades, tutoriais programados e de diálogo, teste e diagnóstico, simulação, jogos, processamento de informações, computação, solução de problemas, construção de modelos, exibição gráfica, gerenciamento de recursos instrucionais e apresentação e exibição de materiais."[57]
- Um sistema integrado de informação do aluno na Trinity University no Texas mantinha dados sobre cerca de 1.500 variáveis. Estes incluíam todos os dados acadêmicos e pessoais dos alunos, todos os dados do corpo docente que lidavam com cursos e ensino, todos os dados do curso com relação a alunos, professores e horários e dias de reunião de classe, matrículas, edifícios e o calendário e catálogo da faculdade. Havia também "um sistema de gerenciamento de curso de interação".[58]
- Como pós-doutorando na Carnegie-Mellon University, Jay Warner precisava ensinar aos alunos de graduação em metalurgia como usar um novo software que calculasse diagramas de fase (representações gráficas de estados / fases metálicas em função da composição e temperatura) com base nas propriedades termodinâmicas. Ele escreveu um módulo CAI (Instrução Assistida por Computador) que, embora grosseiramente, usou alguns dos princípios discutidos neste artigo. Um quadro, ou parágrafo de informações, foi apresentado, e a máquina se ramificou para diferentes quadros e perguntas de acompanhamento, dependendo da resposta às perguntas incorporadas. A coisa toda foi escrita em FORTRAN IV. Foi útil; os alunos podem então usar o software sem a presença do instrutor. Este trabalho não foi de forma alguma tão dramático quanto as outras realizações da época, no entanto, mostra que nessa época o CAL não estava restrito aos estudos de métodos de aprendizagem.

### 1974
- Murray Turoff fundou o Computerized Conferencing and Communications Center no New Jersey Institute of Technology (NJIT) e durante os próximos 15 anos conduziu uma imensa quantidade de pesquisas em comunicação mediada por computador (CMC) com Starr Roxanne Hiltz . Muito disso está em sua aplicabilidade à "Sala de Aula Virtual", incluindo testes de campo na década de 1980. As especificações do EIES 2 são particularmente seminais - observe em particular o material sobre funções, recursos e hipertexto.[59]
- Lançada em junho de 1974, a Creative Computing foi a primeira revista de informática para leitores e amadores em geral. A edição de janeiro a fevereiro de 1976 trazia um artigo sobre "Aprendendo com jogos de computador".
- Uma "escola internacional" foi realizada em um remoto resort italiano para explorar o estado da arte da instrução assistida por computador (CAI). As conexões diretas com computadores na Itália e nos Estados Unidos tornaram possível demonstrar uma variedade de sistemas CAI existentes. Foram apresentados artigos descrevendo o uso de CAI em cinco conjuntos de instituições de ensino.[60]

### 1975
- O Projeto TICCIT financiado pela NSF começa a testar cursos de inglês e álgebra no Northern Virginia Community College em Alexandria, Virgínia, e no Phoenix College, parte do sistema Maricopa County Community College District em Phoenix, Arizona . O sistema TICCIT modificado oferece suporte a 128 terminais de aluno feitos de aparelhos de televisão modificados, fornecendo texto e gráficos em sete cores, áudio digital e um dispositivo de comutação de vídeo para incorporar vídeo na instrução gerada por computador. Um teclado especializado permite que os alunos controlem seu próprio progresso por meio do material didático, que inclui tutoriais, exercícios e testes.[61] O que é interessante sobre o TICCIT é que ele era baseado em uma linguagem de comando controlada pelo aluno que permitia ao usuário manipular seu próprio sequenciamento e desenvolver estratégias de aprendizagem.[62]
- O COMIT era um sistema sofisticado de instrução assistida por computador desenvolvido em conjunto pela IBM e pela Universidade de Waterloo, no Canadá. Enfatizou as capacidades audiovisuais únicas do aparelho de televisão e canetas de luz . O projeto funcionou até 1978.[63]
- O Michigan Terminal System ( MTS ), um sistema operacional de compartilhamento de tempo de computador desenvolvido na Universidade de Michigan, incluiu um programa chamado CONFER, desenvolvido por Robert Parnes, que lhe deu os recursos de conferência por computador.[64]

### 1976
- O Projeto Edutech da Encinitas California (agora Digital ChoreoGraphics de Newport Beach, CA) desenvolve o DOTTIE, um aparelho de TV que conecta a TV doméstica a serviços online como CompuServ e The Source por meio de um telefone doméstico comum.
- O desenvolvimento da linguagem Pop11 (derivado da linguagem de Edimburgo AI Pop2 ) e suas ferramentas de ensino começa na Universidade de Sussex . Mais tarde, isso evoluiu para Poplog .[65]
- O desenvolvimento do sistema de conferência por computador KOM começa na Universidade de Estocolmo . Veja a história de KOM de Jacob Palme
- Primeiros desenvolvimentos experimentais na Universidade Aberta do que se tornou o sistema Cyclops - então chamado de sistema de telescrita ou áudio-gráfico, mas hoje em dia seria chamado de sistema de quadro branco - sob duas equipes separadas nas Faculdades de Matemática (Read e Bacsich) e Tecnologia (Pinches e Liddell) - a primeira equipe com foco no armazenamento em fita cassete de dados digitais para acionar VDUs, a segunda com foco na transmissão de manuscrito por linhas telefônicas. Ocorreram desenvolvimentos semelhantes em andamento nos Estados Unidos e na França .[66]
- O Coastline Community College, sem campus físico, tornou-se o primeiro Colégio Virtual dos Estados Unidos.[67]
- Segundo Simpósio Canadense de Tecnologia Instrucional realizado na cidade de Quebec, Quebec.[40]
- A Open University no Reino Unido estabelece o projeto CICERO com três cursos ministrados online.[68]
- Um relatório de Karl L. Zinn da Universidade de Michigan descreve conferências baseadas em computador, seminários baseados em computador, desenvolvimento de currículo assistido por computador, comitês baseados em computador e preparação de propostas baseada em computador.[69]

### 1977
- Com o Departamento de Comunicações federal canadense, a TVOntario (TVO) foi pioneira no uso de satélites para teleconferência educacional e transmissão direta para casa por meio do projeto Hermes. O experimento permitiu que alunos na Califórnia e em Toronto interagissem por meio de salas de aula eletrônicas.[70]
- O Communications Research Centre do Departamento de Comunicações do governo federal canadense desenvolveu o Telidon, um sistema de videotexto de segunda geração que foi usado em testes de campo em vários ambientes educacionais.[71]
- Digital Equipment Corporation (DEC) fornece tutoriais de instrução assistida por computador (CAI) para sua linguagem de programação BASIC em computadores DEC PDP.

- Na UK Open University, as equipes de software e hardware desenvolvendo sistemas de telescrita se fundiram para formar o projeto Cyclops e ganharam financiamento, inicialmente internamente, mais tarde de fontes governamentais do Reino Unido. Há poucos vestígios do Cyclops agora no site da Open University.[72]

### 1978
- Pathlore (como parte da Legent Corp. ) começou a desenvolver soluções CBT. Em 1995, foi alienado da Legent. Seu software PHOENIX entregou "salas de aula virtuais" para muitas redes corporativas.[73] Pathlore foi adquirida pela SumTotal Systems em 2005.[74]
- A National Science Foundation divulga sua avaliação da demonstração do projeto MITER TICCIT, apresentando uma análise mista do sucesso do uso do sistema de televisão por computador como fonte primária de ensino de inglês e álgebra.
- O Defense Research Institute na Suécia lançou o sistema de conferência por computador KOM que (em seu pico) tinha mil usuários[75]

### 1979
- Prestel, reivindicado pela BT como "o primeiro serviço público de dados de exibição do mundo", foi inaugurado em Londres em setembro, rodando em um cluster de minicomputadores. Ele foi concebido no início dos anos 1970 por Samuel Fedida, do Post Office Research Laboratories, em Dollis Hill, Londres. Desenvolvimentos semelhantes estavam em andamento na França (Teletel) e no Canadá (Telidon). Só os ativos na época se lembrarão da sensação de euforia e abertura de possibilidades no que hoje se chamaria de e-business e e-learning. (Infelizmente, o conceito foi prematuro, embora na França tenha tido mais sucesso. ) Vários sistemas e serviços baseados em mainframes, minicomputadores e até mesmo micro-computadores foram posteriormente desenvolvidos em círculos educacionais, dos quais talvez os mais conhecidos sejam OPTEL, Communitel, ECCTIS e NERIS.[76]
- No Canadá, grupos incluindo TVOntario, Athabasca University, University of Victoria e University of Waterloo participaram de experimentos do Telidon durante o final dos anos 70 e início dos 80. Telidon, um sistema alfageométrico de informação de videotex, usava set-top boxes com aparelhos de TV ou, posteriormente, decodificadores de software rodando em PCs (decodificadores Apple II, MAC e PC estavam disponíveis) para exibir texto e gráficos. A intenção era demonstrar e desenvolver aplicações educacionais para sistemas de videotexto e teletexto. Esse trabalho continuou até 1983, quando a estrutura de codificação do Telidon se tornou um padrão norte-americano - ANSI T500 - NAPLPS (North American Presentation Layer Protocol Syntax).
- O projeto educacional Telidon da Universidade Athabasca usava uma estrutura de caminhos Unix que permitia o armazenamento de páginas de informações na árvore do sistema de arquivos. Este é agora o método universal de armazenamento de páginas na Internet. Conforme descrito, o sistema tinha a capacidade de criar grupos de usuários separados com diferentes privilégios de acesso e de implementar "scripts de ação" para acessar as funções do sistema, incluindo e-mail e geração de conteúdo dinâmico. O sistema AU foi descrito em Abell, RA "Implementation of a Telidon System Using UNIX File Structures" em Godfrey, D. e Chang, E. (eds) The Telidon Book, Reston Publishing Company, Reston, VA, 1981)
- Um artigo de Karl L. Zinn em Tecnologia Educacional descreve o uso de microcomputadores na Universidade de Michigan. Os usos incluíam "processamento de texto, ampliação da experiência em laboratório, simulação, jogos, uso de tutoriais e construção de habilidades em computação".[77]

## Década de 1980

### 1980
- Successmaker é um sistema de gerenciamento de aprendizagem de ensino fundamental e médio com ênfase em leitura, ortografia e matemática. De acordo com o site Pearson Digital Learning, o South Colonie Central School District em Albany, Nova York "tem usado o SuccessMaker desde 1980 e, em 1997, o distrito atualizou o software para a versão 5.5 do SuccessMaker."
- A Open University inicia um teste piloto de um sistema de viewdata (videotex) OPTEL, em um mainframe DEC-20 . Isso foi concebido por Peter Zorkoczy mesmo antes do lançamento do sistema Prestel nacional em 1979 e foi especificado e codificado localmente (em COBOL ) por Peter Frogbrook (RIP) e Gyan Mathur. Uma das principais motivações foi a sua aplicabilidade à aprendizagem online. Estava disponível via dial-up de casa e, mais tarde, na década de 1980, via telnet (!) Nas redes X.25 e da Internet. Havia códigos de usuário e senhas individuais, dando diferentes direitos de acesso; o único código de acesso genérico era regularmente atacado por hackers mesmo nesses dias remotos, como os URLs ainda na web atestam. O sistema é descrito em "Viewdata-Style Delivery Mechanisms for CAL", CAL Research Group Technical Report No. 11.
- Seymour Papert do MIT publica "Tempestades mentais: crianças, computadores e ideias poderosas". (Nova York: Basic Books). Este livro inspirou uma série de livros e dissertações sobre "micromundos" e seu impacto na aprendizagem.[78]
- A ideia de gerenciar recursos de ensino usando um computador é descrita em um artigo de JM Leclerc e S. Normand, da Universidade de Montreal . Seu sistema foi programado em BASIC e usava um computador para rastrear documentos, recursos humanos, atividades estruturadas e locais de treinamento e observação. Atividades de avaliação também estavam disponíveis no sistema.[79]
- A Universidade de Montreal ofereceu o CAFÉ, um sistema de computador que ensinava francês escrito. Grupos graduados de questões foram gerados de acordo com indicadores individuais. Os alunos percorreram o sistema em seu próprio ritmo.[80]
- TLM (The Learning Manager) foi lançado em 1980 e incluía funções distintas para alunos, instrutores, assistentes educacionais e administradores. O sistema pode ser acessado remotamente por discagem como um aluno ou um instrutor usando um emulador de terminal. O sistema tinha uma capacidade sofisticada de banco de testes e gerava testes e atividades práticas com base em uma estrutura de dados de objetivos de aprendizagem. Instrutores e alunos podem se comunicar por meio do terminal. Os instrutores podem bloquear alunos ou postar mensagens. Originalmente denominado LMS (Learning Management System), o TLM foi amplamente utilizado no SAIT (Southern Alberta Institute of Technology) e no Bow Valley College, ambos localizados em Calgary, Alberta, Canadá.[81]

### 1981
- A Escola de Administração e Estudos Estratégicos do Western Behavioral Sciences Institute em La Jolla, Califórnia, inicia um programa online.[82]
- A University of Sussex, no Reino Unido, implementa o Poplog, um ambiente de aprendizado interativo para alunos de IA e computação. Inclui materiais de ensino com hiperlinks, um editor de texto extensível, várias linguagens de programação e demonstrações interativas de programas de IA.[83]

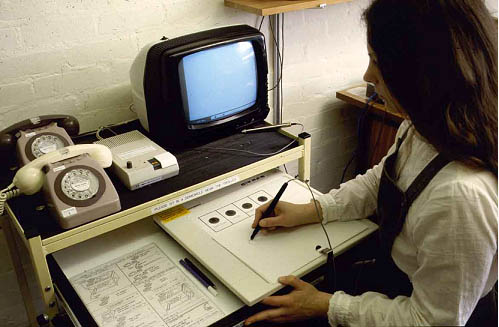
Sistema de telescrita para ciclopes, estação de tutor

- Os testes de campo começam com o sistema de quadro branco Cyclops na região de East Midlands da Open University e duram dois anos. A avaliação foi financiada por uma bolsa da British Telecom e permitiu que o diretor de avaliação Tony Bates empregasse Mike Sharples e David McConnell como bolsistas de pesquisa. O material audiovisual para Cyclops foi produzido no Cyclops Studio, um sistema de edição multimídia codificado em UCSD Pascal por uma equipe de software liderada por Paul Bacsich e incluindo Mark Woodman. Mais tarde, o Cyclops recebeu um prêmio BCS por inovação e sistemas instalados na Indonésia. Existem apenas referências passageiras aos Ciclopes na Web aberta (ver sob os nomes citados) - a melhor fonte de especificações e cronologia é o artigo "Ciclope: teleconferência de tela compartilhada" em The Role of Technology in Distance Education, editado por Tony Bates, Croom Helm, 1984.[84]
- Durante este período, a Open University também estava desenvolvendo seu próprio sistema de viewdata (videotex), denominado OPTEL, para uso na educação. Na verdade, isso havia começado na mesma época que o Ciclope em outra equipe da UO. O projeto foi executado até cerca de 1985, quando desapareceu, assim como o videotex em geral em todo o mundo (exceto o Minitel na França). Além do OPTEL, vários outros sistemas foram implementados incluindo o VOS (Videotex Operating System) que permitia a visualização e manipulação de arquivos de texto via videotex. O VOS foi desenvolvido em um sistema de telesoftware, transacional (gateway) e de e-mail e, em seguida, usado em um desenvolvimento comercial para IMS, a empresa de pesquisa de mídia (usando um precursor muito antigo do desenvolvimento Web / CGI). Eles foram codificados em Pascal e COBOL no mainframe DEC-20 . Algumas das ideias da OPTEL foram incorporadas ao projeto ECCTIS, entregando dados do curso via viewdata de um mainframe da Unisys - na verdade, um dos ex-funcionários da OPTEL ingressou na ECCTIS como Diretor. Os sistemas também foram especificados para fornecer Aprendizagem Assistida por Computador - consulte, em particular, o artigo "Sistemas Viewdata" em The Role of Technology in Distance Education .  Existem apenas referências fragmentárias agora a OPTEL na Web aberta.
- A Allen Communication em Salt Lake City, Utah, lançou o primeiro videodisco interativo comercial.[85]
- A BITNET, fundada por um consórcio de universidades americanas e canadenses, permitiu que as universidades se conectassem entre si para comunicações educacionais e e-mail. Em seu pico em 1991, tinha mais de 500 organizações como membros e mais de 3.000 nós. Seu uso diminuiu conforme a World Wide Web cresceu.
- Alfred Bork escreveu um artigo intitulado Information Retrieval in Education, no qual identificou as maneiras pelas quais "técnicas baseadas em computador podem ser usadas para gerenciamento de cursos, aprendizagem direta e pesquisa".[86]

### 1982
- O Computer Assisted Learning Center (CALC) foi fundado como um pequeno centro de aprendizagem de adultos offline baseado em computador. Origens do CALCampus
- O Projeto Edutech da Encinitas California (agora Digital ChoreoGraphics of Newport Beach, CA) implementa o PIES, um desenvolvimento educacional online interativo e um sistema de entrega para a linguagem do autor PILOT, usando um paradigma cliente-servidor para entrega online de material didático personalizado para alunos via vídeo popular consoles de jogos e microcomputadores. O sistema foi usado pela Pepperdine University, Georgia Tech, San Diego County Department of Education e Alaska Department of Education para ensino à distância.
- A CET (mais tarde NCET e agora Becta ) publica Videotex in Education: A new technology briefing, um livreto de 54 páginas escrito por Vincent Thompson, Mike Brown e Chris Knowles. Este está esgotado e poucas cópias estão disponíveis. ( ISBN 0-86184-072-0    )
- Hermann Maurer inventa o MUPID, um dispositivo de videotex inovador mais tarde amplamente usado na Áustria. Isso dá início a uma vertente de desenvolvimento que leva ao Hyper-G e uma série de outros desenvolvimentos.[87] Veja também o de Hyper-G [ligação inativa]   .
- A Carnegie Mellon University e a IBM criam o Centro de Tecnologia da Informação que dá início ao Projeto Andrew em Carnegie Mellon. Um dos principais objetivos do projeto é fornecer uma plataforma para "instrução auxiliada por computador" usando um ambiente de computação de estação de trabalho distribuída, acesso autenticado a espaços de arquivos pessoais e públicos em um sistema de arquivos distribuído ( AFS ), ferramentas de autoria para computador. aulas baseadas e ferramentas de colaboração, incluindo quadros de avisos e mensagens eletrônicas.[88]
- Peter Smith, da UK Open University, conclui sua tese de doutorado (157 pp) sobre "Radiotext: uma aplicação de computadores e sistemas de comunicação no ensino à distância". (Apenas uma referência online. ) Acredita-se que o trabalho tenha começado no final da década de 1970 sob a supervisão de Peter Zorkcoczy, que também concebeu o sistema OPTEL viewdata. Radiotexto denotava a transmissão de dados por sinais de rádio, da mesma forma que podem ser enviados por linhas telefônicas. Pode parecer normal agora, como no Radio Data System (RDS) nos dias de rádio digital, mas na década de 1970 o conceito era novo e complexo para seus colegas entenderem.

### 1983
- McConnell, D. e Sharples, M. (1983). Ensino a distância por Cyclops: uma avaliação educacional do sistema de telescrita da Open University. British Journal of Educational Technology, 14 (2), pp.   109–126. O artigo descreve o sistema CYCLOPS, desenvolvido na Open University UK no início dos anos 1980, que oferece tutoria em vários locais por meio de um sistema de quadro branco compartilhado que oferece conferência por voz combinada com escrita síncrona e anotação em tempo real dos gráficos baixados. Um conjunto mais abrangente de seis artigos curtos que descrevem o Ciclope foi publicado em Media in Education and Development vol. 16 não. 2, junho de 1983, pp.   58–74.
- A Aregon International reescreveu o sistema de autoria de conteúdo Cyclops como Excom 100 Studio e criou e produziu o terminal Excom 100, uma versão comercial do terminal Cyclops que incorpora uma caneta, tablet gráfico e teclado como dispositivos de entrada. O Excom 100 recebeu o prêmio BCS IT na categoria "Aplicativo" em 1983.  03:20, 13 de novembro de 2010 (UTC)
- O MIT anuncia um experimento de 5 anos em todo o Instituto para explorar usos inovadores de computadores para o ensino. Essa iniciativa é conhecida como Projeto Athena.
- Quarto Simpósio Canadense de Tecnologia Instrucional realizado em Winnipeg em outubro de 1983.[89]

### 1984
- Asymetrix fundada por Paul Allen (um colega de Bill Gates). Asymetrix criou o ToolBook. Mais tarde, tornou-se Click2Learn e depois se fundiu com a Docent para se tornar SumTotal Systems, que oferece uma solução completa de gerenciamento de aprendizagem.[90]
- O projeto Annenberg / CPB (financiado pela Fundação Annenberg ) publica Texto eletrônico e educação superior: um resumo de resultados de pesquisas e experiências de campo, Relatório número 1 em sua "Série de relatórios de texto eletrônico". Este artigo analisa as experiências de videotexto e teletexto relevantes para a educação nos EUA, Reino Unido e Canadá. Este documento pode ajudar a neutralizar a sabedoria popular de que antes da Web, as agências dos EUA não realizavam estudos sobre a relevância dos sistemas online para a educação.[91]
- No Programa de Desenvolvimento de Docentes e no Projeto de Ferramentas de Autoria de Cursos na Universidade de Stanford (1984–1990), várias dezenas de aplicativos de ensino foram criados, incluindo tutoriais em economia, simulações de teatro, aulas de termodinâmica e jogos históricos e antropológicos de interpretação de papéis.
- Artigo sobre "Computação na Carnegie-Mellon University" descreve os benefícios para alunos e professores de um novo projeto usando computadores pessoais em rede criados pela IBM e pela universidade.
- Alunos e professores da Universidade de Waterloo usam PCs IBM em rede para fazer seu trabalho e desenvolver aplicativos (um "JANET"). Um PC atua como servidor de arquivos na rede.
- A OCDE organizou uma conferência em Paris, França, sobre "Educação e a Nova Tecnologia da Informação".
- Antic (revista) publica uma revisão de um cartucho de Atari computadores domésticos permitindo que os usuários Atari para o acesso material didático sobre o sistema CDC PLATO via modem.
- A Computer Teaching Corporation (CTC) lançou o TenCORE  que era a linguagem de autoria líder no final dos anos 1980. Era baseado em MS-DOS. O CTC também produziu um Sistema de Instrução Gerenciado por Computador baseado em rede que permitia aos usuários assumir as funções de autor, aluno e administrador e criar e participar de uma pluralidade de cursos.[92]
- A Rede de Aprendizagem Intercultural  criada na UC, San Diego vinculou escolas no Japão, Israel, México, Califórnia e Alasca nos Estados Unidos no primeiro Círculo de Aprendizagem online. Esse esforço foi financiado por uma bolsa da Apple "rodas para o MInd".
- ComSubLant adota um programa de e-learning para uso em todos os submarinos dos EUA para treinar tripulantes no mar. Foi desenvolvido por FTG1 Doner Caldwell no Submarine Group Six e executado no computador Tektronix 4052A. O programa utilizou um banco de lições / testes cobrindo todas as publicações do sonar de submarinos em cartuchos de fita de grande formato.

### 1985
- Em 1985, a Escola de Pós-Graduação em Ciências da Computação e da Informação da Nova Southeastern University foi a pioneira ao credenciar pós-graduação por meio de cursos online,[93] concedendo seu primeiro doutorado.
- Em 1985, Patrick Suppes, professor da Stanford University, recebeu uma bolsa da National Science Foundation para desenvolver um curso de cálculo de computador no primeiro ano. Após vários anos de desenvolvimento e testes em acampamentos de verão, cursos baseados em computador em Álgebra Inicial, Álgebra Intermediária e Pré-cálculo foram criados e testados durante o ano acadêmico de 1991–92. No outono de 1992, após portar o software para o sistema operacional Windows, o Programa de Educação para Jovens Superdotados (EPGY) foi lançado formalmente na Universidade de Stanford, tornando esses cursos disponíveis para alunos qualificados.[94]
- O Projeto Athena no MIT, sobre os usos potenciais da tecnologia de computação avançada no currículo universitário, já está em andamento há dois anos e cerca de 60 projetos de desenvolvimento educacional estão em andamento .[95]
- O SuperBook Project começou na Bell Communications Research, Morristown, EUA. O objetivo do projeto era encontrar novas formas de navegar pelos livros online.[96] Jacob Nielsen comentou online que "Em 1990, o projeto SuperBook da Bell Communications Research provou os benefícios de integrar os resultados da pesquisa com menus de navegação e outras visões gerais do espaço de informações."
- A decisão é tomada (na conferência CALITE 85) para fundar ASCILITE, a Sociedade Australiana de Computadores em Aprendizagem na Educação Terciária. (Demorou mais dois anos para que todos os detalhes fossem finalizados. ) Veja a história da ASCILITE . ASCILITE é co-editora do Australasian Journal of Educational Technology (AJET).

### 1986
- Tony Bates publica "Comunicação ou Aprendizagem Assistida por Computador: Qual o Caminho para a Tecnologia da Informação em Educação à Distância?" , Journal of Distance Education / Revue de l'enseignement a distance, refletindo (em 1986!) Sobre os caminhos futuros para o e-learning, com base em 15 anos de uso operacional de redes de computadores na Open University e nove anos de P&D sistemático no CAL, viewdata / videotex, teleconferência audio-gráfica e conferência por computador. Muitos dos problemas de especificação de sistemas discutidos posteriormente são ensaiados aqui.[97]
- Edward Barrett chega ao MIT no Programa de Escrita e Estudos Humanísticos. Ele se torna codiretor de um grupo que trabalha em um projeto de ensino à distância denominado "Networked Educational Online System" (NEOS), um conjunto de programas para o ensino de redação e outros assuntos em salas de seminários eletrônicos especialmente projetadas.[98]
- A primeira versão do LISTSERV foi escrita por Eric Thomas, um estudante de engenharia em Paris, França. Ele foi usado pela primeira vez na rede BITNET para listas de mala direta entre universidades.[99]
- Quinto Simpósio Canadense de Tecnologia Instrucional, realizado de 5 a 7 de maio em Ottawa.[100]
- Primeira versão do CSILE instalada em uma pequena rede de computadores Cemcorp ICON em uma escola de ensino fundamental em Toronto, Canadá. CSILE incluiu texto e notas gráficas de autoria de vários tipos de usuários (alunos, professores, outros) com atributos como comentários e tipos de pensamento que refletem o papel da nota no pensamento do autor. Os tipos de pensamento incluíam "minha teoria", "novas informações" e "Preciso entender". O CSILE mais tarde evoluiu para o Fórum de Conhecimento .
- A Intersystem Concepts, Inc., fundada por Steven Okonski e Gary Dickelman, apresenta o Summit Authoring System, que inclui rastreamento de alunos e marcadores, além de recursos de gerenciamento de cursos para instrutores. É o primeiro a trazer streaming media para um ambiente de aprendizagem virtual.
- Relatório de pesquisa 24, setembro de 1986, publicado no Computerized Conferencing and Communications Center, New Jersey Institute of Technology: 'The Virtual Classroom: Building the Foundations' Starr Roxanne Hiltz, diretora de projeto, relatório de pesquisa para o ano acadêmico de 1985-86, "Ferramentas para o aprimoramento e avaliação de uma sala de aula virtual 'inclui capítulos sobre pesquisa, desenvolvimento de software, questões de implementação, métodos de avaliação, participação do aluno e resultados, com breves descrições dos cursos online oferecidos no NJIT, Upsala College e The New School for Social Research.

### 1987
- Em 1987, a NKI Distance Education na Noruega inicia seus primeiros cursos online de educação a distância. Os cursos foram oferecidos por meio do EKKO, o Sistema de Gerenciamento de Aprendizagem (LMS) desenvolvido pela NKI. As experiências são descritas no artigo NKI Fjernundervisning: Duas Décadas de Sustentabilidade Online no livro de Morten Flate Paulsen Educação Online e Sistemas de Gestão de Aprendizagem, que está disponível com o autor via Campus NooA
- Deste ano até 1991, vários grupos de pesquisadores do Reino Unido se associaram de uma forma ou de outra com a Open University, o UK Department for Industry (especialmente o programa Alvey, a equipe de transputadores e a Information Technology Consultancy Unit) e o emergente programa DELTA da Comissão Europeia, realizar um grande trabalho de especificação e prototipagem em "ambientes educacionais". Os projetos incluem a Caixa de Pensamento; o modelo de referência de sistemas de aprendizagem; Ambiente de Ferramentas Educacionais Portáteis (OU conjunta, Harlequin e Chorus Systèmes); e Sistema de Aprendizagem Orientado para Comunicações Baseado em Transputador. Entre os colegas de trabalho não UO estavam Chris Webb, Bill Olivier e Oleg Liber, todos ainda ativos no e-learning. (Nenhum material útil deixado na Web pública atual. )
- Authorware Inc. é formada em Minneapolis / St. Paulo. A partir de protótipos iniciais desenvolvidos tanto no mainframe quanto nos primeiros computadores pessoais, um sistema de autoria baseado em Macintosh chamado "Curso de Ação" é introduzido; posteriormente, uma versão para PC é desenvolvida. Logo após sua introdução, o título do sistema de autoria é alterado para corresponder ao nome da empresa. O Authorware tornou-se a primeira e mais amplamente usada ferramenta de desenvolvimento padrão da indústria.

- O Athena Writing Project no MIT publica "Electronic Classroom: Specification for a user interface"[101]
- Em 1987, Glenn Jones da Jones Intercable em Denver, Colorado, acreditou ter visto uma mina de ouro em potencial quando criou um novo sistema, chamado Mind Extension University em 1987. Jones criou um sistema em que telecursos podiam ser fornecidos em rede para várias faculdades e, ao mesmo tempo, os alunos podiam interagir com os instrutores e entre si, por meio de e-mail, enviado pela internet. Jones começou então a transmitir os cursos por satélite, para que qualquer pessoa com uma antena parabólica pudesse assistir às aulas e, se tivesse um computador e uma linha telefônica, pudesse interagir com a turma.[102]
- Um grupo de empresas em Alberta, trabalhando com Alberta Government Telephones, criou um sistema de teleconferência audiovisual "semelhante a um quadro branco" pré-internet. Usando PCs, software especializado baseado em NAPLPS e pontes de audioconferência, o sistema compartilha gráficos, texto e voz, para comunicação multiponto instrutor / aluno / aluno. O sistema foi usado pela Commonwealth of Learning em vários locais ao redor do mundo, e também foi usado pelo Arctic College no Alasca para educação à distância. Em algumas implementações, os alunos carregaram as tarefas para os instrutores para correção.

### 1988
- Provavelmente o primeiro uso em larga escala de conferência por computador no ensino à distância quando a Open University UK lançou o DT200 Introdução à Tecnologia da Informação com 1000 alunos por ano. A ur-avaliação de Robin Mason é uma boa descrição - ver Capítulo 9 do Mindweave - Universidade Federal de Mato Grosso do Sul
- Edward Barrett e James Paradis publicam um capítulo intitulado "The Online Environment and In-House Training" em Edward Barrett (Ed.) Text, Con Text e HyperText (1988-MIT Press), que descreve o Projeto Athena como um Educacional On-Line Sistema (EOS).[103]
- Question Mark (veja QuestionMark ) apresenta um Sistema de Gerenciamento de Avaliação baseado em DOS. Uma versão baseada no Windows foi introduzida em 1993 e uma versão para Internet foi introduzida em 1995. Consulte o site da Questionmark.
- Utilizando o sistema de álgebra computacional Mathematica do colega Stephen Wolfram, professores de matemática da Universidade de Illinois, Jerry Uhl e Horacio Porta, juntamente com o professor Bill Davis da Universidade Estadual de Ohio, desenvolvem cálculo e matemática e oferecem cursos de cálculo na UIUC e OSU em laboratórios de informática.
- Peter Copen lança o Projeto de Telecomunicações das Escolas do Estado de Nova York / Moscou, conectando 12 escolas no Estado de Nova York com 12 em Moscou na ex-União Soviética para demonstrar que os alunos podem aprender melhor por meio da interação direta online e se tornarão cidadãos globais. Este foi o projeto piloto para o que mais tarde se tornou iEARN (International Education and Resource Network).

### 1989
- Tim Berners-Lee, então um jovem engenheiro britânico que trabalhava no CERN na Suíça, divulgou uma proposta para um sistema interno de compartilhamento de documentos on-line que ele descreveu como uma "rede de notas com links". Depois que a proposta foi aprovada a contragosto por seus superiores, ele chamou o novo sistema de World Wide Web.[104]
- Chris Moore, diretor de tecnologia da THINQ Learning Solutions por muitos anos, foi o pioneiro no sistema de gerenciamento de aprendizagem TrainingServer para Syscom, Inc. A Syscom foi adquirida pela THINQ em 2000. THINQ foi  pela Saba em 2005. Chris Moore fundou recentemente a Zeroed-In Technologies .
- Lancaster University (UK) lança o MSc em Tecnologia da Informação e Aprendizagem: agora o programa de mestrado em execução contínua mais antigo do mundo ensinado usando métodos de aprendizagem virtual (ver Goodyear, P (2005) O surgimento de uma comunidade de aprendizagem em rede: lições aprendidas com a pesquisa e a prática, em Kearsley, G. (ed) Online learning, Englewood Cliffs NJ: Educational Technology Publications, 113-127. )
- A equipe de suporte do Calculus & Mathematica da University of Illinois começa a oferecer cursos de cálculo computadorizado utilizando o Mathematica pela Internet para alunos do ensino médio na zona rural de Illinois.
- John S. Quarterman publicou um livro de mais de 700 páginas, "The Matrix: Computer Networks and Conferencing Systems Worldwide" (Digital Press, 1989). Este livro forneceu protocolos de endereçamento detalhados sobre como diferentes redes de computadores poderiam se conectar umas às outras com o propósito de trocar informações e manter discussões e mapas de rede da Internet em desenvolvimento.
- Sistema Educacional Online em Rede (NEOS) desenvolvido e implantado no MIT. O sistema proporcionou intercâmbio de cursos entre diferentes funções, permitindo avaliação, anotação e discussões públicas. Nick Williams, William Cattey, "The Educational On-Line System", Proceedings of the EUUG Spring Conference, EUUG, (abril de 1990)
- Scardamalia, M., Bereiter, C., McLean, RS, Swallow, J., & Woodruff, E. (1989). Ambientes de aprendizagem intencionais suportados por computador. Journal of Educational Computing Research, 5, 51-68. O artigo discute o projeto CSILE e o software relacionado.
- A primeira versão do Lotus Notes 1.0 é enviada. A versão 1.0 inclui funcionalidades que são "revolucionárias" para a época, incluindo permitir que administradores de sistema / servidor criem uma caixa de correio de usuário, registros de usuário em um banco de dados de nomes e endereços e autentiquem o arquivo de ID do usuário por meio de caixas de diálogo. Também inclui um sistema de correio eletrônico com recibo de devolução e recursos de notificação e ajuda on-line, "um recurso não oferecido em muitos produtos no momento". História oficial do Lotus Notes
- Publicação do livro Mindweave: Communication, Computers and Distance Education, editado por Robin Mason e Anthony Kaye (publicado pela Pergamon Press, Oxford, 273p). Este foi um livro de grande influência sobre conferência por computador, com o qual colaboraram muitos dos principais especialistas da época. Além de descrições de aplicativos, havia vários capítulos descrevendo ou especificando sistemas, em particular a Caixa de Pensamento . O livro está disponível em segunda mão (por exemplo, via Amazon), mas o texto completo (sem imagens) está na web.[105]
- O primeiro artigo público especificando a caixa de pensamento aparece como Capítulo 7 de Mindweave, escrito por Gary Alexander e Ches Lincoln. É intitulado "A caixa de pensamento: um sistema de comunicação baseado em computador para apoiar o ensino à distância". Embora a especificação seja expressa em termos de um dispositivo de hardware vinculado a um servidor remoto de correio / recursos, o artigo também descreve o trabalho de protótipo sendo feito no HyperCard, e pode-se argumentar que este protótipo de software tinha muitos dos recursos de um Personal Learning moderno Meio Ambiente . Na verdade, nos anos seguintes, a rota HyperCard foi a forma como as ideias avançaram, eventualmente aparecendo no curso online XT001 no início dos anos 1990 e em vários outros cursos da Open University.[106]
- O Athena Writing Project no MIT produz esta publicação: N. Hagan Heller, "Projetando uma Interface de Usuário para o Sistema Educacional On-line", Massachusetts Institute of Technology, Boston, MA, maio de 1989.
- Education 2010 é publicado. Este livreto de 83 páginas (publicado pela Newman Software, ISBN 0-948048-04-2    ) surgiu de uma conferência a convite em Bangor em julho de 1989, com um resumo para examinar o possível papel da TI na educação no ano de 2010. Com algumas exceções notáveis, como Stephen Heppell, poucos dos delegados da conferência estão ativos agora no e-learning - mas é uma leitura interessante.
- A ECCTIS Limited foi formada quando concluiu com êxito um exercício de concurso fechado para o serviço de informação de cursos online ECCTIS (viewdata) anteriormente administrado pela UK Open University. "ECCTIS" é um dos poucos nomes da era viewdata da década de 1980 a continuar até hoje, mesmo que um pouco alterado. ECCTIS tem uma página de histórico útil.
- O Dr. John Sperling e Terri Hedegaard Bishop iniciam o campus da University of Phoenix Online, com sede em San Francisco, Califórnia. Foi o primeiro empreendimento universitário privado a oferecer programas de graduação acadêmica completos (mestrado e bacharelado) e serviços para um público de massa, por meio de tecnologias online assíncronas. Esse sucesso inicial é documentado posteriormente em um artigo escrito por Hedegaard-Bishop e Howard Garten (professor da University of Dayton, Dayton, Ohio ), "The Rise of Computer Conferencing Courses and Online Education: Challenges for Accreditation and Assessment" e publicado em um coleção de artigos sobre auto-estudo e melhoria institucional pela North Central Association of Colleges and Schools, (1993) 137–145.
- FC Prasse e BT Hackett presentes na Conferência de Tecnologia e Inovações em Treinamento e Educação (TITE) de 1989 sobre um protótipo operacional de educação a distância realizado em 1987 usando software RBBS pronto para uso e apresentando mensagens, questões atuais, um multitópico assíncrono encadeado formato de discussão, bem como um banco de dados de referência online pesquisável. Prasse, FC e Hackett, BT (1989). Educação continuada e resolução de problemas usando terminais de dados remotos. Em L. Wiekorst (Ed.), Proceedings of the 1989 Conference on Technology and Innovations in Training and Education, pp.   237–246. Atlanta, GA: American Defense Preparedness Association.

## Década de 1990

### 1991
- Em datacloud | Datacloud: Rumo a uma nova teoria do trabalho online, Johndan Johnson-Eilola descreve um espaço específico de colaboração com suporte de computador: o Smart Board, que foi introduzido em 1991. De acordo com Johnson-Eilola, um “sistema Smart Board fornece uma superfície de quadro branco inteligente de 72 polegadas, projeção traseira, tela sensível ao toque para trabalho” (79). Em datacloud | Datacloud, Johnson-Eilola afirma que “[estamos] tentando entender como os usuários se movem nos espaços de informação, como os usuários podem existir dentro dos espaços de informação em vez de apenas olhar para eles e como os espaços de informação devem ser compartilhados com outros em vez de serem privados, vivido em vez de simplesmente visitado ”(82). Ele explica como o sistema Smart Board oferece um espaço de informação que permite que seus alunos participem de uma colaboração ativa. Ele faz três afirmações distintas em relação à funcionalidade da tecnologia: 1) O Smart Board permite que os usuários trabalhem com grandes quantidades de informações, 2) Oferece um espaço de informações que convida à colaboração ativa, 3) O trabalho produzido é frequentemente “dinâmico e contingente ”(82).[107]
- Johnson-Eilola explica ainda que com o Smart Board “... o trabalho de informação torna-se uma experiência corporal” (81). Os usuários têm a oportunidade de se envolver - habitar - a tecnologia por manipulação direta. Além disso, este espaço permite mais de um usuário; essencialmente, ele convida vários usuários.

### 1992
- A Gyrus Systems, liderada pelos proprietários Robert Dust e Robert Minteer, lançou o Administrador de treinamento para automatizar cursos e cronogramas, orçamentos de treinamento, gerenciamento de recursos, relatórios e mapeamento de treinamento para função de trabalho.[108] Administrador de treinamento foi um dos primeiros produtos de RH desenvolvidos para Microsoft Windows.[109] Após a iniciação, o Administrador de treinamento foi usado em todos os Estados Unidos e em 17 outros países.
- A Convene International é co-fundada pelo Sr. Jeffrey Stein, Sr. Reda Athanasios e Sr. Jeff Kuhn. A Convene forneceu serviços de comunicação através da Internet para grupos de afinidade de diferentes origens. Uma das áreas de foco foi o fornecimento de soluções de educação a distância para igrejas e seminários.

### 1993
- A Convene International colabora com a University of Phoenix para fornecer o primeiro modelo online de educação colaborativa à distância. O Sr. Reda Athanasios lidera os esforços tecnológicos. O Sr. Tom Bishop do UOP Online estabelece os esforços de marketing do UOP.

### 1994
- TeleEducation NB, uma rede provincial de ensino à distância na província canadense de New Brunswick implementou um sistema de gerenciamento de aprendizagem baseado em DOS primitivo projetado por Rory McGreal.[110]
- A Convene International começou a oferecer seu serviço completo de educação online pela Internet para todas as escolas que desejassem embarcar na educação online à distância.

### 1995
- Arnold Pizer e Michael Gage, do Departamento de Matemática da Universidade de Rochester, desenvolveram o WeBWorK (um sistema gratuito baseado em Perl para fornecer problemas de lição de casa individualizados pela web) para uso no ensino de matemática.[111]
- Em 1995, um grupo da Oregon State University (Bill Bogley, Robby Robson, John Sechrest, John Dorbolo e outros) desenvolveu o InterQuest (um sistema orientado a banco de dados que adicionou questionários, notas e outras funcionalidades às páginas da web) e CalculusQuest, um cálculo online curso.[112]
- Steve Molyneux da University of Wolverhampton no Reino Unido desenvolve o WOLF (Wolverhampton Online Learning Framework), um dos primeiros ambientes de e-Learning no Reino Unido.[113]
- Em 1995, Murray Goldberg da University of British Columbia começou a estudar a aplicação de sistemas baseados na web para a educação e desenvolveu o WebCT no início de 1996.[114]
- Em 1995, a Escola de Negócios da Universidade de Auckland lançou o CECIL (aprendizado apoiado por computador ou CSL) com alunos matriculados em fevereiro de 1996. É o LMS da Universidade de Auckland e ainda está operando. Site da Cecil Cecil: O primeiro LMS baseado na web
- Jerrold Maddox, da Penn State University, ministrou um curso, Comentários sobre Arte, na web a partir de janeiro de 1995. Foi o primeiro curso ministrado à distância pela web.
- O primeiro curso universitário totalmente online para crédito foi desenvolvido em 1994-95 e ministrado no outono de 1995 na Universidade de Waterloo pelo professor Paul Beam. Era o inglês 210e (Redação técnica).[115] A tecnologia do curso foi desenvolvida por Jeremy Auger, que mais tarde se tornou um cofundador da Desire2Learn (D2L), a empresa de plataforma de aprendizagem.
- Neville Gordon-Carroll e Vaughn Taylor da Microsoft lançaram o MOLI - Microsoft Online Institute - uma prova de conceito de aprendizagem online criada como resultado de um projeto de pesquisa intensiva sobre o futuro da aprendizagem baseada em tecnologia. O resultado desejado era uma plataforma de aprendizagem autodirigida a qualquer momento, de qualquer lugar, com conteúdo atualizado dinamicamente e imediatamente relevante. O MOLI foi inicialmente desenvolvido pela Microsoft na plataforma proprietária do MSN e depois migrou rapidamente para a Internet quando a Microsoft adotou a Internet em meados de 1995. O Microsoft Online Institute era uma plataforma de aprendizagem hospedada simples que foi disponibilizada para instituições de ensino privadas e públicas para conduzir e experimentar suas próprias salas de aula, conteúdo e modelo de instrução. Durante esse tempo, a Microsoft evangelizou ativamente a aprendizagem baseada na Internet para instituições de ensino superior, desenvolvedores de conteúdo de aprendizagem e empresas de educação tradicional. Apesar da resistência inicial a este novo modelo de aprendizagem, várias empresas e instituições usaram o MOLI como plataforma experimental antes de lançar suas próprias ofertas.

### 1996
- Jones International University se torna a primeira universidade totalmente baseada na web credenciada.[116]
- A Gyrus Systems lança o Training Wizard e o Training Wizard Plus.[117] A linha de produtos Training Wizard foi lançada para atender organizações menores, enquanto seu produto anterior, Training Administrator, era um aplicativo de nível empresarial.[108]
- CourseInfo LLC fundada por Dan Cane e Stephen Gilfus na Cornell University . http://www.news.cornell.edu/chronicle/97/10.16.97/Web_company.html

Desenvolve a "Interactive Learning Network" ILN 1.5 e a instala em várias instituições acadêmicas, incluindo Cornell University, Yale Medical School e University of Pittsburgh. O ILN foi o primeiro sistema de e-learning desse tipo a alavancar uma instalação em cima de um banco de dados relacional MySqL.

### 1997
- 8 de dezembro de 1997 - Declara. . " É uma ferramenta de gerenciamento de curso da Web ", explica Stephen Gilfus, fundador e vice-presidente de marketing da CourseInfo. "Toda a estrutura é configurada para fornecer áreas onde você pode inserir suas próprias informações. Ele suporta todos os tipos de arquivo, incluindo multimídia. " .[118]
- Em fevereiro de 1997, Steven Narmontas apresentou a um pequeno grupo de professores do Western New England College um sistema de software no qual ele havia trabalhado como um projeto de tempo livre. Chamado de "The Manhattan Project", porque foi amplamente desenvolvido em segredo, o software permitia que os professores postassem arquivos em um site para seus alunos lerem. A versão mais antiga de "Manhattan" também suportava alguns grupos de discussão e mensagens privadas. Posteriormente, será o LMS "The Manhattan Virtual Classroom"[119]
- Neal Sample e Mark Arnold apresentam "JavaScript for Simulation Education" na conferência NAU / web.97 (Flagstaff, Arizona, 12–15 de junho de 1997). Seu artigo apresenta trabalhos anteriores (pré-1997) sobre experiências de apresentação de cursos pela Internet. Na mesma conferência, outros acadêmicos apresentaram seus trabalhos na área de e-learning. Uma cópia do artigo Amostra / Arnold pode ser encontrada aqui:[120]
- Blackboard Inc fundada por Michael Chasen e Matt Pitinsky em Washington, DC.[121]

### 1998
- Ian D. Thompson, da University of Strathclyde, cria a versão um do sistema SPIDER VLE para a Escola de Farmácia.
- Ian Reid, da University of South Australia, cria a versão um da UniSAnet, seu ambiente de aprendizagem virtual interno.[122]
- O Coursepackets.com, fundado pelo empresário e então estudante da UT, Alan Blake, é lançado no semestre de outono na Universidade do Texas em Austin. A empresa foi a primeira a fornecer versões on-line digitalizadas de pacotes de cursos para alunos. Coursepackets.com mudou seu nome para CourseNotes.com quando começou a oferecer serviços expandidos no início de 2000.

### 1999
- John Baker (empresário), um estudante da Universidade de Waterloo, cria a versão um do sistema de aprendizagem Desire2Learn para professores de engenharia.

## Anos 2000

### 2000
- Janeiro de 2000: CourseNotes.com, fundado pelo empresário e então aluno da UT, Alan Blake, foi lançado no início de 2000, com dezenas de aulas na Universidade do Texas em Austin . O serviço foi comercializado desde o verão de 1999 e oferece sites abrangentes para professores, incluindo praticamente todos os recursos oferecidos pelo Blackboard (ou seja, documentos do curso, calendário, notas, questionários e pesquisas, anúncios, etc. ) A empresa foi posteriormente renomeada como ClassMap e operacional até o início de 2001.
- Janeiro de 2000: Lamp e Goodwin da Deakin University publicam "Usando Comunicações Mediadas por Computador para Aprimorar o Ensino de Gerenciamento de Projetos em Equipe" (apresentação da conferência com direitos autorais de 1999), uma avaliação de um ensaio do FirstClass para ensinar gerenciamento de projetos em Deakin em 1998-99. Ele contém a observação memorável “Houve alguns comentários sobre recursos que os alunos acreditavam que o FirstClass não tinha (por exemplo, e-mail, sessões de chat sob demanda) quando, na verdade, eles estavam disponíveis. . . " Universidade [ligação inativa]   Observe também que existem várias especificações de versões anteriores a 2000 do FirstClass disponíveis (geralmente como arquivos PDF em sites de universidades) na web.
- Janeiro de 2000: [ILIAS], que tem sido desenvolvido na Universidade de Cologne desde 1997, tornou-se um software de código aberto sob a GPL (primeiro lançamento: ILIAS 1.6). Junto com desenvolvedores de outras universidades em Northrhine-Westfalia, a equipe do ILIAS fundou a iniciativa CampusSource para promover o desenvolvimento de LMS de código aberto e outro software para ensino em universidades.
- Abril de 2000: o ePath Learning, estabelecido em 1999, lança o primeiro LMS online, o ePath Learning ASAP, tornando acessível para as empresas criar e gerenciar o aprendizado e o treinamento online. A visão deles é tornar a aprendizagem online acessível a todos. ( http://www.epathlearning.com/index.php/epath-about-us/history.html ).
- Maio de 2000: ArsDigita, uma start-up com sede em Boston Massachusetts que desenvolveu o Arsdigita Community System desde seu início em 1997, implanta o Caltech Portals em my.caltech.edu wwwy. Caltech.edu/

Mais tarde naquele ano, em outubro de 2000, implante o Sistema de Educação Comunitária ArsDigita (ACES) na Escola MIT Sloan. O sistema é denominado Sloanspace. O ArsDigita Community System assim como o ACES nos próximos anos crescerão para OpenACS e . LRN
- 1º de maio de 2000: É publicada a tese de mestrado de Randy Graebner no MIT, Online Education Through Shared Resources .
- Em meados de junho, Reda Athanasios, presidente da Convene International, deixa a empresa para formar a Learning Technology Partners (que mais tarde compra a Convene). Agora que a ideia da sala de aula virtual está bem estabelecida, o que é necessário em seguida é construir todas as outras tecnologias de suporte para transformar a Sala de Aula Virtual em um Campus Virtual com suporte de SMS e e-commerce, afirma. A Learning Technology Partners busca desenvolver tecnologias para apoiar a Sala de Aula Virtual.
- 30 de junho de 2000: Blackboard Inc. registra um pedido de patente relacionado a "sistemas e métodos de suporte educacional baseados na Internet". Um pedido de patente internacional ( WO application 0101372  ) é arquivado na mesma data. Os pedidos reivindicam prioridade de um pedido provisório de patente depositado em 30 de junho de 1999. Uma patente nos Estados Unidos é concedida em 2006 ( veja abaixo ) e os pedidos de patentes na Europa, Canadá, México e Austrália também são solicitados a partir do pedido WO.
- Blackboard Inc. adquire a MadDuck Technologies LLC, desenvolvedora do "Web Course in a Box".[124]
- ETUDES 2.5 é demonstrado em março na TechEd 2000 em Palm Springs, Califórnia . No momento ou antes deste lançamento, o ETUDES incluía vários recursos de VLEs, incluindo acesso baseado em curso e função por meio de login, envio de tarefa eletrônica, avaliação online e comunicações síncronas e assíncronas. O sistema está sendo usado por várias faculdades comunitárias na Califórnia, incluindo Foothill, Miracosta e Las Positas.
- "A Economia Política da Educação Online" (Onrain Kyouiku no Seijikeizaigaku) por Kimura Tadamasa foi publicado em maio, com a rubrica "este livro examina o papel do ensino médio na nova sociedade da informação, de uma variedade de perspectivas - sociologia, psicologia, e gestão de recursos humanos - usando exemplos concretos de educação online em ambientes educacionais. " ISBN 4-7571-4017-7 ISBN   4-7571-4017-7 . Publicação NTT. Tóquio. (Japonês).
- A MIT Sloan School of Management lança a primeira versão de produção do ACES 3.4 com um piloto de 8 aulas no outono de 2000.
- O Extended Learning Institute do Northern Virginia Community College começa a usar o Blackboard depois de ter usado uma variedade de outros produtos para a entrega de cursos baseados na Internet, incluindo Lotus Notes (1995), FirstClass (1996–1999), Serf (1997–1999) e Allaire Forums (1999ff.) Para seu programa de graduação em engenharia e outros cursos   ; NVCC também usou WebBoard (1999) e Web Course in a Box (1998), antes de iniciar o uso do Blackboard.[125]
- No outono de 2000, o LMS OLAT de código aberto desenvolvido na Universidade de Zurique ganhou o MeDiDa-Prix  por seu conceito pedagógico. Ele foi otimizado para oferecer suporte a um conceito de aprendizado combinado .
- Em maio de 2000, o HEFCE, Higher Education Funding Council para (universidades na) Inglaterra, encomendou uma análise comparativa dos principais VLEs, como parte de uma série de estudos para a iminente e-University do Reino Unido. Mais de 40 propostas de fornecedores especialmente criadas, em sua maioria entregues até 17 de junho de 2000, são analisadas por uma equipe liderada por Paul Bacsich. Um estudo complementar analisou o que então era chamado de Sistemas de Administração de Aprendizagem, em uma equipe composta por Christopher Dean, Oleg Liber, Sandy Britain e Bill Olivier. Os relatórios finais foram entregues em setembro de 2000.
- Webster & Associates / Infosentials Ltd lança o learningfast.com no primeiro semestre do ano. Avaliação completa baseada no curso, com logins separados de usuário e administrador. Os usuários, no login, recebem uma lista de cursos que correspondem ao seu nível de inscrição. Posteriormente, foi vendido para a Monash University.
- Em julho de 2000, é fundada a CyberLearning Labs, Inc.. Seu produto principal, o Sistema de Gestão de Aprendizagem ANGEL (LMS), evoluiu a partir de pesquisas na Indiana University-Purdue University Indianapolis (IUPUI). Posteriormente, a empresa mudará seu nome para ANGEL Learning, Inc.[126]
- Um manual para alunos em cursos baseados na Web: O que você faz agora que eles acessaram a Web? foi publicado online por Kent Norman na Universidade de Maryland, College Park, Laboratory for Automation Psychology .
- O projeto Claroline foi iniciado em 2000 na Universidade Católica de Louvain (Bélgica) por Thomas De Praetere e foi apoiado financeiramente pela Fundação Louvain. Desenvolvido de professores para professores, Claroline é construído sobre princípios pedagógicos sólidos, permitindo uma grande variedade de configurações pedagógicas, incluindo a ampliação da sala de aula tradicional e aprendizagem colaborativa online.
- A Universidade de Phoenix como a maior e líder provedora de educação à distância online tem seu muito bem-sucedido IPO como a primeira escola online com fins lucrativos do mundo.

### 2001
- O Technological Fluency Institute lança o CAT1 (Computer Assessment and Tutorial) que avalia as habilidades técnicas de uma pessoa e oferece tutoriais de ajuda para os participantes.
- CourseWork. Versão I (CW), um sistema de gerenciamento de curso com recursos completos, foi desenvolvido na Universidade de Stanford Academic Computing. CW oferece suporte a vários cursos, permitindo várias funções para os usuários. O CW consistia em um conjunto de ferramentas para a criação e distribuição de sites de cursos que incluíam: uma página inicial do curso, anúncios, programa de estudos, programação, materiais do curso, tarefas (com base em uma versão de 1998 do CW), livro de notas e discussão assíncrona. Esta versão foi inicialmente desenvolvida como parte da Open Knowledge Initiative, parcialmente financiada pela Andrew W. Mellon Foundation .
- A Microsoft lança o Microsoft Encarta Class Server (consulte o comunicado à imprensa )
- O sistema Bodington lançado como código aberto pela University of Leeds, Reino Unido
- Moodle é publicado via CVS por Martin Dougiamas para os primeiros testadores. O anúncio está aqui .
- LON-CAPA é usado pela primeira vez em cursos na Michigan State University.[127]
- a versão 2.0 do COSE é lançada após mais financiamento do Jisc
- Murray Goldberg (fundador da WebCT ) e outros fundaram uma empresa chamada Silicon Chalk.[114] A Silicon Chalk desenvolve software para a sala de aula a ser usado em ambientes de aprendizagem com laptop. Exemplos de recursos incluem apresentação e transmissão de áudio para laptops de alunos, anotações de alunos, votação de alunos, perguntas de alunos, controle de aplicativos de alunos, gravação de toda a experiência de aula para arquivamento, pesquisa e reprodução posterior, etc. A Silicon Chalk ganha um usuário dedicado de aproximadamente 70 instituições, mas nunca atinge lucratividade. É vendido para Horizon Wimba em 2005.
- A MIT Sloan School of Management adota o ACES 3.4 (internamente denominado SloanSpace) como seu sistema de gerenciamento de curso.
- Brandon Hall publica um artigo no "Learning Circuits" da ASTD, intitulado LMS 2001. Ele lista 59 sistemas de gerenciamento de aprendizagem disponíveis naquele ano.
- Thinking Cap, o primeiro XML LMS / LCMS lançado. A separação do conteúdo da apresentação permite a criação de uma fonte única de conteúdo de treinamento.
- ILIAS 2.0 lançado em agosto.[128]
- PTT lança a primeira versão comercial de seu Trainee Records Management System (TRMS).
- Agosto de 2001: o Grupo de Pedagogia da UK e-University ( UKeU ) começou a trabalhar no desenvolvimento do que se tornou (em 2003) o ambiente de aprendizagem da UKeU. Um "Modelo Funcional da e-University" foi criado em outubro de 2001, mas o trabalho de especificação continuou em 2002. Consulte a Visão geral do UKeU, especialmente a Seção 3, para obter uma descrição dos primeiros dias do UKeU.
- Dezembro de 2001: O sistema de gerenciamento de cursos de código aberto spotter é liberado.

### 2002
- A Microsoft lança o Class Server 3.0 em 6 de junho Comunicado à imprensa
- ATutor primeiro lançamento de código aberto público em dezembro. ATutor Release News[129]
- Moodle versão 1.0 é lançado em agosto[130]
- Fle3 versão 1.0 lançada em fevereiro - a primeira versão de código aberto do software FLE
- A MIT Sloan School of Management migra o ACES para o OpenACS 4.0, criando assim a primeira instância do. LRN (1,0).[131]
- O Centro de Pesquisa Aplicada em Tecnologias Educacionais da Universidade de Cambridge implementa o CamCommunities, um sistema comunitário de código aberto (OpenACS) baseado no. LRN, para uso no campus. Sakai VRE for Education Research, um projeto financiado pelo JISC.[132]
- Em julho, Reda Athanasios, da Learning Technology Partners, compra sua antiga empresa, Convene, e instantaneamente ganha dois data centers e IZIO, a plataforma de aprendizagem desenvolvida em Stanford e adquirida posteriormente por Convene.
- Início do projeto de reconstrução OLAT . O objetivo do projeto era reconstruir o LMS baseado em LAMP em uma arquitetura baseada em Java EE escalável, segura e rápida que suporta e-learning em todo o campus.[133]
- A equipa de código aberto do ILIAS começa a redesenhar o sistema e a desenvolver o ILIAS 3.
- Novembro de 2002: OpenText anuncia a aquisição da Centrinity, os então proprietários da FirstClass - veja o
- Dezembro de 2002: ACODE, o Conselho Australasian de Abertura, Distância e E-Learning, continua com um novo nome o trabalho de uma série de organizações anteriores originadas com NCODE em 1993. Veja a história da ACODE .

### 2003
- LON-CAPA versão 1.0 lançada em agosto (em uso em 12 universidades, 2 faculdades comunitárias e 8 escolas secundárias)
- Dezembro de 2003: Serco adquire a Teknical, a empresa VLE derivada da Universidade de Lincoln .
- No início do ano, o WebCT anuncia mais de 6 milhões de usuários estudantes e 40.000 usuários instrutores que ministram 150.000 cursos por ano em 1.350 instituições em 55 países.[134]
- LogiCampus lançou sua primeira edição de código aberto em novembro de 2003 no sourceforge.net. Arquivo de comunicados à imprensa da LogiCampus

### 2004
- O Projeto Sakai foi fundado, prometendo desenvolver um Ambiente de Colaboração e Aprendizagem de código aberto para as necessidades do ensino superior.[135]
- OLAT 3.0 lançado. Esta é a primeira versão do OLAT inteiramente escrita em Java como resultado do projeto de reconstrução do OLAT iniciado em 2002.
- Primeiro lançamento estável do ILIAS 3 publicado em junho. .
- Em julho, o ILIAS é certificado oficialmente pela ADL CO-Lab como compatível com SCORM 1.2. ILIAS é o primeiro LMS de software livre que atinge o nível de conformidade máximo LMS-RTE3.[136]
- A Universidade da África do Sul ( Unisa ) e a Technikon South Africa (TSA) fundiram-se em 1 de janeiro de 2004. A funcionalidade de seus dois CMSs desenvolvidos internamente (Unisa SOL e TSA COOL) foi combinada em um novo sistema chamado " meu Unisa ". meu Unisa é construído dentro da estrutura do Sakai . A nova infraestrutura my Unisa foi lançada em 9 de janeiro de 2006. Em agosto de 2006 meu Unisa era uma das maiores instalações do Sakai com mais de 110 mil alunos.
- Outubro: Murray Goldberg, o inventor do WebCT, e ainda professor adjunto da University of British Columbia, ganha o prêmio EnCana Principal deste ano da Ernest C. Manning Awards Foundation.[114] O prêmio, com um prêmio em dinheiro de $ 100.000, é concedido a cada ano a um inovador canadense. O comunicado de imprensa talvez chegue mais perto de ser uma breve história oficial do WebCT do ponto de vista da Universidade.[137] * Roger Boshier lança uma história irreverente de e-learning na Colúmbia Britânica, cobrindo WebCT e muitos desenvolvimentos menos conhecidos. A data do arquivo é 2004, mas a cronologia para pouco antes de 2000. Veja A Cronologia do Triunfo Tecnológico, Zelotismo e Utopia na Educação BC . Uma versão anterior (1999) com a adição do título de Leaping Fords e Conquering Mountains também está disponível.
- O American National Standards Institute, Comitê Internacional para Padrões de Tecnologia da Informação (ANSI / INCITS) adota a proposta de "modelo unificado" do NIST Sandhu, Ferraiolo, Kuhn RBAC ( Role-Based Access Control ) como um padrão de consenso da indústria (INCITS 359: 2004). Uma página é preparada (data incerta) detalhando a história do Controle de Acesso Baseado em Funções do artigo de Ferrailo e Kuhn em 1992 até a data do padrão.
- O eLML começou como um spin-off do projeto Gitta.[138]

### 2005
- A Microsoft lança o Microsoft Class Server 4.0 em 27 de janeiro (consulte o comunicado à imprensa ).
- OLAT 4.0 foi introduzido com muitos novos recursos como a integração de XMPP, RSS, SCORM e uma estrutura de extensão que permite adicionar código por configuração e sem a necessidade de corrigir o conjunto de código original.
- Janeiro de 2005: EADTU - Associação Europeia de Universidades de Ensino à Distância - lança o projecto "E-xcellence", com o apoio do Programa eLearning da Comissão Europeia (DG Educação e Cultura), para definir um padrão de qualidade em e-learning . O projeto é uma cooperação entre 13 “parceiros significativos” no cenário europeu de e-learning no ensino superior, juntamente com avaliação de qualidade e acreditação.[139]
- Março de 2005: O Ministério da Educação da Nova Zelândia autoriza a publicação de um relatório descrevendo (em termos anônimos) o benchmarking do e-learning, cobrindo a maioria das instituições de nível universitário no país. O Relatório sobre a Avaliação do Modelo de Maturidade do E-Learning do Setor Terciário da Nova Zelândia pesa 12   MB.
- 28 de abril de 2005: O Blackboard recebe AU 780938B  com base em seu pedido de patente internacional depositado em 2000 . As reivindicações concedidas são semelhantes às reivindicações concedidas posteriormente nos Estados Unidos ( veja abaixo ).
- Junho de 2005: Janice Smith (Jan Smith) publica "Das flores às palmas das mãos: 40 anos de política para aprendizagem online" [no Reino Unido], ALT-J, Research in Learning Technology, vol. 13 não. 2 pp.   93–108 - com uma cronologia particularmente útil na página 95. Como observa a editora da ALT-J, Jane Seale, "o objetivo da revisão é dar sentido à posição atual em que o campo se encontra e destacar lições que podem ser aprendidas com a implementação de políticas anteriores".
- Julho de 2005: Dorian James Rutter termina a tão esperada tese de doutorado From Diversity to Convergence: British Computer Networks and the Internet, 1970-1995 (prelims + 464 páginas). Isso cobre em particular a história inicial de viewdata e serviços online com um capítulo inteiro sobre Prestel . ( http://wrap.warwick.ac.uk/1197/ )
- Julho de 2005: A European Foundation for Quality in eLearning é lançada, inicialmente financiada pelo projeto EU Triangle.[140]
- Setembro de 2005: A Academia de Educação Superior anunciou o Programa de Benchmarking e Exercício de e-Learning do UK Higher Education durante uma sessão conjunta da Academia / Jisc no ALT-C 2005 . O anúncio inicial foi seguido por uma chamada ao setor de Manifestações de Interesse para participar no exercício de benchmarking de e-learning (e-benchmarking). Uma Reunião Geral consultiva também foi realizada na Academy, York, em novembro de 2005. (A fase piloto do Exercício de Benchmarking de e-Learning começou em janeiro de 2006. )
- 13 de outubro de 2005: Blackboard arquiva a patente nº 7.493.396, exigindo que um único usuário tenha permissão para ter várias funções, e que a lista de links de curso fornecida após o login varie dependendo da função do usuário para cada curso.
- O'Reilly Media compra Useractive, inc. e inicia a O'Reilly Learning (que mais tarde se tornou a The O'Reilly School of Technology), que cria cursos de aprendizagem online em habilidades de programação e administração de sistemas. Esta empresa é o primeiro esforço em grande escala para expandir o uso do modelo de aprendizagem construtivista useractive na Internet.
- NACON Consulting, LLC. é pioneira em seu sistema de educação a distância, " VirtualOnDemand ", projetado para treinar usuários em software real usando máquinas virtuais, sendo que o único componente de usuário necessário é um navegador da web. O Exército inicia um programa piloto e usa esse sistema para treinar pessoal de suporte de TI em vários softwares de segurança de rede. A NACON também lança um dispositivo de treinamento virtual autônomo.
- A Boston University lança o primeiro programa de doutorado online em educação musical, que em dois anos admite cerca de 350 alunos.[141]
- KEWL.nextgen foi iniciado em PHP.

### 2006
- O Ambiente Virtual de Aprendizagem SCOLASTANCE já está disponível em sua versão em inglês VLE Scolastance
- 17 de janeiro de 2006: Blackboard recebe US 6988138  relativos a "sistemas de apoio à educação baseados na Internet" reivindicando prioridade do seu pedido de patente provisório de 30 de junho de 1999 (entre outros). As reivindicações exigem que uma série de cursos educacionais armazenados em um servidor sejam acessíveis a diferentes usuários de diferentes computadores. Os usuários podem acessar vários cursos e podem ter diferentes privilégios de acesso para arquivos relacionados a cada curso com base nas funções específicas do curso de aluno, instrutor e / ou administrador.
- 14 de fevereiro de 2006: Indiana University concedeu a marca de serviço Oncourse do United States Patent and Trademark Office (Reg. No. 3.058.558). PARA: SERVIÇOS EDUCACIONAIS, NOMEADAMENTE, FORNECENDO UM SISTEMA DE GESTÃO DE CURSOS ONLINE PARA PROFESSORES E ESTUDANTES, NA CLASSE 41 (CLS. 100, 101 e 107 dos EUA). PRIMEIRO USO: 1-3-1998; NO COMÉRCIO 1-3-1998.
- 28 de fevereiro de 2006: Fusão da WebCT na empresa Blackboard . O WebCT e o Blackboard VLEs continuam existindo como softwares separados. (Ver comunicado de imprensa )
- 26 de julho de 2006: Blackboard registra uma reclamação por violação de patente contra a Desire2Learn sob sua patente nos Estados Unidos.  Blackboard diz ao Chronicle of Higher Ed. que não irá atrás de Moodle e Sakai.
- Agosto: WBTSystems, que tem sido um desenvolvedor VLE independente na Irlanda desde 1994, é adquirido por
- Outubro: OLAT 5.0 foi lançado, trazendo um serviço abrangente de pesquisa de texto completo para o núcleo do sistema. A adição de um calendário e um componente wiki enfatiza a ênfase de um ambiente colaborativo. As tecnologias AJAX e web 2.0 são controláveis pelos usuários.
- Em 9 de agosto de 2006, uma queixa foi apresentada contra a Blackboard pelo Portaschool de Atlanta, GA no Tribunal Distrital dos Estados Unidos do Distrito Norte da Geórgia por práticas comerciais enganosas e intencionalmente e voluntariamente se deturparam em um pedido de patente.

### 2007
- Em 7 de janeiro, a Microsoft lançou o Kit de aprendizagem do SharePoint. O software é certificado pelo SCORM 2004 e é usado em conjunto com o Microsoft Office SharePoint Server para fornecer funcionalidade LMS.
- Em 25 de janeiro, foi anunciado que o Software Freedom Law Center foi bem-sucedido em sua solicitação para que o Escritório de Marcas e Patentes dos Estados Unidos reexaminasse a patente de e-learning de propriedade da Blackboard Inc. O pedido foi protocolado em novembro de 2006 em nome de Sakai, Moodle e ATutor . O Escritório de Patentes descobriu que a arte anterior citada no pedido da SFLC levanta "uma nova questão substancial de patenteabilidade" em relação a todas as 44 reivindicações da patente da Blackboard. Groklaw, um site que rastreia questões legais geralmente relacionadas ao software de código aberto, tem o comunicado à imprensa: Groklaw.org
- 1 de fevereiro, a Blackboard anunciou via comunicado à imprensa "The Blackboard Patent Pledge". Neste compromisso com a comunidade de gerenciamento de cursos de código aberto e faça você mesmo, a empresa promete abster-se para sempre de reivindicar seus direitos de patente contra desenvolvedores de código aberto, exceto onde for considerado necessário.[142]
- Fevereiro: Technological Fluency Institute lança uma versão do Windows XP de seu programa CAT1 baseado em desempenho de diagnóstico prescritivo online.
- 7 de março: A equipe OLAT lança o OLAT 5.1, que enfatiza a consolidação de recursos e correção de bugs. Além disso, uma nova função de glossário foi adicionada e a acessibilidade foi melhorada.
- Julho: Michigan Virtual University lança um sistema de gerenciamento de aprendizagem da Meridian Knowledge Solutions para oferecer treinamento a 150.000 professores e administradores de escolas públicas de Michigan e promover a colaboração entre esses alunos por meio de espaços de colaboração online.[143]
- Agosto: A MIT Sloan School of Management substitui o ACES (internamente denominado SloanSpace) pelo Stellar como sistema de gerenciamento de cursos e o Microsoft SharePoint para gerenciar o conteúdo administrativo.[144] No MIT Sloan Talent Show de 2007, um estudante de MBA protesta contra o SloanSpace com uma canção intitulada "I Can't Find It In SloanSpace" ao som de "Friends in Low Places" de Garth Brooks.
- Setembro: xTrain LLP.[145] lança o primeiro de seu tipo, (ODT) On Demand Training on the Internet. Os usuários têm acesso a treinamento em vídeo de alta qualidade com comunidades de redes sociais, especialistas líderes e análises e certificações de portfólio.
- Setembro: Epignosis[146] lança seu ambiente de aprendizagem virtual web2.0 (eFront) como software de código aberto.
- 18 de outubro: Controlearning sa e ocitel sa projetaram e desenvolveram Campus VirtualOnline, (CVO), uma plataforma onde conteúdos mistos de e-learning, e-books, e-money, e-docs, e-talentos são encontrados em um único lugar.

### 2009
- Agosto: Lançamento da Schoology .

## Década de 2010

### 2010
- 28 de setembro de 2010: Versão principal pública do OLAT 7. Novos recursos são a implementação de padrões importantes como REST API, IMS Global Basic LTI, IMS QTI 2.1[147]
- Grandes fornecedores de LMS começam a mergulhar no mercado de sistemas de gestão de talentos, possivelmente iniciando uma tendência global de fazer mais com as informações sobre os usuários de LMS

### 2012
- Fevereiro de 2012: o Instructure lançou o Canvas K – 12.

### 2014
- 12 de agosto de 2014: o Google lançou o Google Classroom .